# Dark Clouds
Dark Clouds è un singolo del rapper statunitense Rod Wave, pubblicato il 29 novembre 2019 come primo estratto dal secondo album in studio Pray 4 Love.

## Video musicale
Il video musicale è stato reso disponibile il 21 novembre 2019.

## Tracce
Testi e musiche di Brayon Nelson, Daniel Cruz, David Grear, Rodarius Green, Timothy Patterson e Trentay Robinson.
1. Dark Clouds – 2:49

## Classifiche
| Classifica (2020) | Posizione massima |
| ----------------- | ----------------- |
| Stati Uniti       | 109               |